# 承宣布政使司
承宣布政使司（しょうせんふせいしし）は、中国の明・清代に存在した地方広域行政機関。または、その施政下の地域のこと。
明朝の承宣布政使司は現代中国の省に相当する広域行政区であり、主官である承宣布政使司布政使の管轄地域で、略称は布政使司、布政司、藩司。俗称は「行省」または「省」。管轄地域の民事を担当した。布政使司には左と右の承宣布政使司布政使がそれぞれ一人ずつ置かれ、これが行政長官に相当する。なお、省の治安と軍事は、それぞれ提刑按察使司と都指揮使司が管轄した。都司、布政司、按察司をあわせて「都布按三司」と呼ばれ、省内の最高行政機関だった。都布按三司の職権は相当程度、元朝の行中書省と一致する。ただし、行中書省は中央の軍事行動を出先で支える軍政機関として作られていたので、その点は異なる。三司の品級は都指揮使司がもっとも高く、長は正二品。布政司がそれに次ぎ、左右の布政使はいずれも従二品。提刑按察使司の長官である提刑按察使は正三品。
清は明制を踏襲して、各地の承宣布政使司は維持したが、布政使1名だけを置き、布政使の上に固定制の総督、巡撫を置いて省全体の軍民を掌握した。布政使は巡撫の属官となり、一省あるいは数府の民政、財政、田土、戸籍、銭穀、役人考査、督撫と各府県との意思疎通などに専従した。乾隆年間以後、省は承宣布政使司の非公式の呼称として政府から認められるようになった。民国時代に布政司制度を廃止して省を設置し、中国史上初となる「省」を正式名称とする行政区画が誕生した。
ベトナムの後黎朝は明にならって「承宣」を設け、その長官は「承政」としたので、「承政司」とも言った。のちの阮朝は清にならって「省」を設け、長官は巡撫、総督、布政使とした。

## 歴史

### 明の布政使司
承宣布政使司の前身は元朝の行中書省だった。宋・金・元の官吏は職分「行・守・摂」を兼ねることがあった。「行」は本職より下位による兼職を指す。元代の軍事統帥は中書省宰相を兼領するのに対し、通常の軍事統帥者は親王または国王であるため、「行」中書省と呼ばれる。至正16年（1356年）に朱元璋が集慶路を陥した後、韓林児によって「呉国公」を授けられた。朱元璋は呉国公兼領江南等処行中書省となった。龍鳳4年（1358年）、婺州に中書分省を設けた。以後、地方を攻略する度に、すぐに行省を設けた。
明初は元制を踏襲して、中書省は京城周辺の地域を、行中書省は全国各地を管轄した。洪武9年（1376年）、胡惟庸の獄の影響により、中書省と行中書省を廃止。浙江、江西、福建、北平、広西、四川、山東、広東、河南、陝西、湖広、山西の行省は承宣布政使司となった。行中書省の主官である行省平章政事と左・右丞は廃止された。行省参知政事は布政使と改められ、待遇は正二品。左右の参政は従二品。行省の左右の司は経歴司となった。行中書省のもともとの職権はこのときに三分割され、布政使司は民政事務の専従となった。承宣布政使の意味は「朝廷有徳澤、禁令、承流宣播、以下於有司」で、略称は布政使司、布政司。俗称あるいは通称は「行省」、「省」。ここから承宣布政使司は行省のかわりに地方の一級行政区画の名称となった。南京応天府付近は承宣布政使司を設けず、中書省の直轄となった。
洪武13年（1380年）、胡惟庸の獄の後、中書省は廃止され、京師（直隷）と全国の十二承宣布政使司は六部に直属することになった。布政使は従三品、参政は従四品に改められた。洪武14年（1381年）には左右の参議を増設して正四品とした。また、布政使を1名増員して、各布政使司には左と右の二人の布政使が置かれるようになった。洪武15年（1382年）に雲南布政司を設けた。洪武22年（1389年）に布政使を従二品と定めた。建文年間に布政使を正二品に格上げして各1人に減らしたが、永楽帝は旧制に復帰させた。永楽元年（1403年）に北平承宣布政使司を「行在」に昇格させ、布政使司を廃止した。永楽5年（1407年）に交趾布政司を設け、永楽11年（1413年）を貴州布政司（布政使は1名のみ配置）を設けた。宣徳3年（1428年）に交趾布政司を廃止した。これで全国は北直隷、南直隷を除いて十三省と定まり、「両京十三省」と俗称された。
宣徳年間から臨時任制で軍事的性格のある総督や巡撫が登場したが、特別な許可がなければ監理食糧や監理刑名について布政使や按察使の職権に干渉してはならなかった。明の初めから正統年間にかけて布政使司の地位は六部と同等であり、中央で尚書や侍郎や副都御史に任ぜられることがしばしばあった。景泰年間のあとは布政司の地位は下がり、六部を授官することもなくなった。
明の布政使司の主官は左右の布政使で、その下に以下のような官職があった：
- 布政使司左右参政（定員数不定）、従三品。
- 布政使司左右参議（定員数不定）、従四品。
  - 参政と参議は諸道を分掌した：督糧道、督冊道、分守道。
- 経歴司
  - 経歴一人、従六品。
  - 都事一人、従七品。
- 照磨所
  - 照磨一人、従八品。
  - 検校一人、正九品。
- 理問所
  - 理問一人、従六品。
  - 副理問一人、従七品。
  - 提控案牘一人。
- 司獄司司獄一人、従九品。
- 庫大使一人、従九品、副使一人。
- 倉大使一人、従九品、副使一人。
- 雑造局、軍器局、宝泉局、織染局大使各一人、従九品、副使各一人。

### 清の布政使司
清朝は成立直後は明制を踏襲した。順治三年（1646年）、各省には依然として左右の布政使を置き、貴州省は右の布政使を置かず、南直隷部院侍郎を廃止して江南左布政使と江南右布政使を置いた。順治十八年（1661年）に江南分省を実施して、左布政使は江寧、右は蘇州に移駐した。
康熙二年（1663年）に陝西分省を実施。陝西右布政使は鞏昌に移駐して甘粛を治めた。康熙七年（1668年）に湖広分省して、湖広右布政使は長沙に移駐して湖南を治めた。康熙六年（1667年）に江南右布政使を江蘇布政使とし、左布政使は安徽布政使とした。陝西左布政使は西安布政使、右布政使は鞏昌布政使とした。湖広左布政使は湖北布政使、右布政使は湖南布政使とした。同時に、布政使が2人いる場合は1人にするように制度改革を行った（山東、山西、河南、江蘇、安徽、江西、福建、浙江、湖北、湖南、四川、広東、広西、雲南、貴州）。左右の違いはなく、従二品。陝西仍為両人、称為「守道」。康熙八年（1669年）、直隷省を設け、口北道度支使兼山西布政使とした。西安布政使は陝西布政使に改められ、鞏昌布政使は蘭州に移駐し甘粛布政使になった。
雍正二年（1724年）直隷守道は直隷に改められた。乾隆十八年（1753年）から各省の布政使だけを残し、領下の守道は布政使、参政、参議の肩書を兼ねることをやめた。乾隆二十五年（1860年）安徽省の布政使は安慶市に帰駐し、江蘇布政使は江寧と蘇州に分けられた。乾隆二十六年（1861年）二月には江寧駐在を江南江淮揚徐海通等処承宣布政使司、蘇州駐在は江南蘇松常鎮太等処承宣布政使司である。
清は元・明の習慣を踏襲して布政司を省・行省と俗称した。しかし、総督や巡撫が地方権力を掌握し始め、布政司の地位はその次に後退したことで、「省」の意味が変わり、布政司ではなく巡撫を基準とするようになった。清朝中葉までは19布政使司があったので、「十八行省」または「内地十八省」（江蘇省には両布政司がいたため）と俗称された。清はこの問題に気づいたので、「省」や「行省」を避けて「統部」と呼称されていることもあるが、「省」という言葉が一番よく使われている。
光緒十年（1884年）、甘粛新疆省を建省し、甘粛新疆布政使を増設し、迪化府に駐在した。光緒十三年（1887年）、福建台湾省を増設し、福建台湾布政使は台北府に駐在した。宣統二年（1910年）、各省布政使司を改めて財政公所を設け、その主官は布政使としたものの、経歴以下の各官職は廃止された。
清の布政使司の主官は左右布政使（康熙六年に一人削減された）で、その下には：
- 布政使司左右参政、従三品（常設ではない）
- 布政使司左右参議、従三品（常設ではない）
- 経歴司経歴一人、正六品（江寧、蘇州、湖南、甘粛には置かず）
- 都事一人、従七品（福建、河南各一人）
- 照磨所
  - 照磨一人、従八品（浙江、福建、四川、山西、甘粛各一人）
  - 検校一人、正九品（雍正二年裁）
- 理問所理問一人、従六品。副理問一人、従七品（康熙三十八年裁）
- 庫大使一人、正八品
- 倉大使一人、従九品
- 宝源局大使一人、正九品（康熙三十八年裁）

## 明朝布政使司

### 十三布政使司

#### 山東布政使司
- 布政使司衙門の所在地は済南府。
- 管轄下に六府、十五州、八十九県。

#### 山西布政使司
- 布政使司衙門の所在地は太原府。
- 管轄下に五府、三直隷州、十六州、九十六県。

#### 河南布政使司
- 布政使司衙門の所在地は開封府。
- 管轄下に八府、一直隷州、十一州、七十九県。

#### 陝西布政使司
- 布政使司衙門の所在地は西安府。
- 管轄下に八府、二十一州、九十五県。

#### 四川布政使司
- 布政使司衙門の所在地は成都府。
- 管轄下に十三府、六直隷州、十五州、百十一県、一宣撫司、一安撫司、十六長官司。

#### 江西布政使司
- 布政使司衙門の所在地は南昌府。
- 管轄下に十三府、一州、七十七県。

#### 湖広布政使司
- 布政使司衙門の所在地は武昌府。
- 管轄下に十五府、二直隷州、十七州、百八県、二宣慰司、四宣撫司、五安撫司、二十一長官司、五蛮夷長官司。

#### 浙江布政使司
- 布政使司衙門の所在地は杭州府。
- 管轄下に十一府、一州、七十五県。

#### 福建布政使司
- 布政使司衙門の所在地は福州府。
- 管轄下に八府、一直隷州、五十七県。

#### 広東布政使司
- 布政使司衙門の所在地は広州府。
- 管轄下に十府、一直隷州、七州、七十五県。

#### 広西布政使司
- 布政使司衙門の所在地は桂林府。
- 管轄下に十一府、四十八州、五十県、四長官司。

#### 雲南布政使司
- 洪武十五年（1382年）に設けられた。布政使司衙門の所在地は雲南府。
- 管轄下に十九府、二禦夷府、四十州、三禦夷州、三十県、八宣慰司、四宣撫司、五安撫司、三十三長官司、二禦夷長官司。

#### 貴州布政使司
- 永楽元年（1413年）に設けられた。都指揮使司と共同統治。布政使司衙門の所在地は貴陽府。
- 管轄下に十府、九州、十四県、一宣慰司、七十六長官司。

### 明朝が廃止した布政使司

#### 平燕布政使司
建文年間に燕王朱棣（後の永楽帝）が反乱を起こし（靖難の変）、北平承宣布政使司が陥落した。建文帝は真定府に別に平燕承宣布政使司を設立し、本来の北平承宣布政使司に属した府、州、県のうち、燕王の支配が及ばなかったものを管轄させた。

#### 交趾布政使司
- 永楽五年（1407年）、ベトナム（胡朝）を占領して設立された。宣徳三年（1428年）、反乱が続いたため、ベトナムを放棄して撤退した。

## 清朝布政使司

### 直隷布政使司
- 布政使司衙門の所在地は保定府。
- 順天府以外、管轄下に十一府、七直隷州、三直隷庁、九州、一庁、百四県。

### 江南布政使司

#### 江南左→安徽布政使司
- 布政使司衙門の所在地は安慶府。
- 管轄下に八府、五直隷州、四州、五十一県。

#### 江南右→江蘇布政使司
- 江南蘇松常鎮太等処承宣布政使司、略称は江蘇布政使司、または蘇州布政使司、布政使司衙門の所在地は蘇州府。
- 管轄下に四府、一直隷州、四庁、三十二県。

#### 江寧布政使司

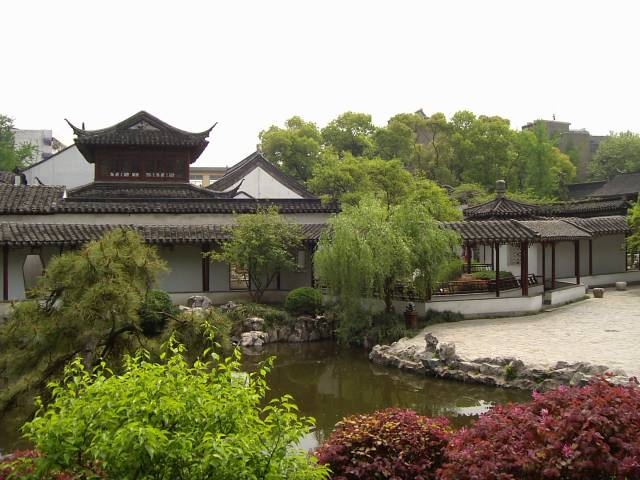
曾作為江寧布政使司衙門的瞻園

- 江南江淮揚徐海通等処承宣布政使司、略称は江寧布政使司、布政使司衙門の所在地は江寧府。
- 管轄下に四府、二直隷州、一直隷庁、三州、三十県。

### 山西布政使司
- 布政使衙門の所在地は太原府。
- 九府、十直隷州、六州、十二庁、八十五県。

### 山東布政使司
- 布政使司衙門の所在地は済南府。
- 管轄下に十府、三直隷州、八州、九十六県。

### 河南布政使司
- 布政使司衙門の所在地は開封府。
- 管轄下に九府、五直隷州、一直隷庁、五州、九十六県。

### 陝西布政使司
- 布政使司衙門の所在地は西安府。

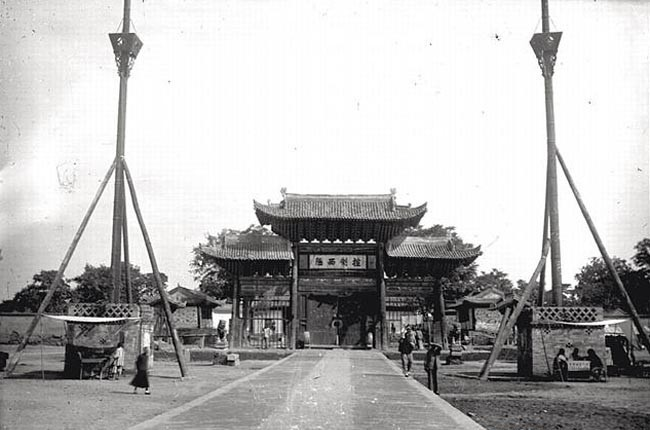
陝西布政使事務所

- 管轄下に七府、五直隷州、五州、七庁、七十三県。

### 甘粛布政使司
- 布政使司衙門の所在地は蘭州府。
- 清末1884年、甘粛新疆省を置いた。甘粛本省管轄下に八府、六直隷州、一直隷庁、六州、八庁、四十七県。

### 新疆布政使司
- 布政使司衙門の所在地は迪化府。
- 管轄下に六府、二直隷州、八直隷庁、一州、一庁、二十一県。

### 浙江布政使司
- 布政使司衙門の所在地は杭州府。
- 管轄下に十一府、一直隷庁、一州、一庁、七十五県。

### 江西布政使司
- 布政使司衙門の所在地は南昌府。
- 管轄下に十三府、一直隷州、一州、四庁、七十四県。

### 湖広布政使司

#### 湖北布政使司
- 布政使司衙門の所在地は武昌府。
- 管轄下に十府、一直隷州、一直隷庁、六十県。

#### 湖南布政使司
- 布政使司衙門の所在地は長沙府。
- 管轄下に九府、四直隷州、五直隷庁、三州、六十四県。

### 四川布政使司
- 布政使司衙門の所在地は成都府。
- 管轄下に十五府、九直隷州、三直隷庁、十一州、十一県、土司県、二十九県。

### 福建布政使司
- 布政使司衙門の所在地は福州府。
- 清末1885年に福建省に福建台湾省を置いた。福建本省管轄下に九府、二直隷州、一庁、五十七県。

### 広東布政使司
- 布政使司衙門の所在地は広州府。
- 管轄下に九府、七直隷州、三直隷庁、四州、一庁、七十九県。

### 広西布政使司
- 布政使司衙門の所在地は桂林府。
- 管轄下に十一府、二直隷州、二直隷庁、十五州、八庁、四十九県、二十四土州、四土県、十三土司。

### 雲南布政使司
- 布政使司衙門の所在地は雲南府。
- 管轄下に十四府、三直隷州、六直隷庁、二十六州、十二庁、四十一県、一土府、三土州、十八土司。

### 貴州布政使司
- 布政使司衙門の所在地は貴陽府。
- 管轄下に十二府、一直隷州、三直隷庁、十三州、十一庁、三十四県、五十三土司。

### 清朝が廃止した布政使司

#### 福建台湾布政使司
- 台湾布政使司衙門の所在地は台北府。
- 管轄下に三府、一州、三庁、十一県。
- 光緒21年（1895年）、台湾は日本に割譲され、福建台湾布政使司は廃止された。